# 国分寺台 (海老名市)
国分寺台（こくぶんじだい）は、神奈川県海老名市の町名。現行行政地名は国分寺台一丁目から国分寺台五丁目。住居表示実施済み区域。郵便番号は243-0413。

## 地理
市内中央東部に位置し、東側で綾瀬市に接する。一帯は座間丘陵南部にあたり、傾斜の多い土地である。
北で国分南、西で浜田町および大谷北、南で大谷南および杉久保北、東で綾瀬市早川および綾瀬市綾西と接するほか、南端の一点で綾瀬市吉岡とも接する（特記ないものは海老名市）。北から南にかけて1丁目〜5丁目が並ぶ。

### 面積
面積は以下の通りである。
| 丁目          | 面積（km2） |
| ------------- | ----------- |
| 国分寺台1丁目 | 0.16        |
| 国分寺台2丁目 | 0.17        |
| 国分寺台3丁目 | 0.10        |
| 国分寺台4丁目 | 0.08        |
| 国分寺台5丁目 | 0.11        |
| 計            | 0.62        |

## 歴史
元々は大字大谷の一部で、畑のほかは森林や荒地の広がる地域であったが、1962年（昭和37年）から相模鉄道による開発が行われ、大谷団地（現 えびな国分寺台団地）が建造されたことから1974年（昭和49年）に単独の町として成立した。成立と同時に、海老名市内で初となる住居表示が実施されている。

### 地名の由来
隣接する国分南（旧：大字国分）に位置する相模国分寺跡に由来する。

### 沿革
- 1974年（昭和49年）7月1日 - 海老名市大字大谷から分離[注 1]、国分寺台1丁目〜5丁目が成立。
- 1992年（平成4年）2月24日 - 大字国分の残存部分（北緯35度26分50.6秒 東経139度24分5.8秒 / 北緯35.447389度 東経139.401611度）と大字大谷の一部（北緯35度26分48.5秒 東経139度24分8秒 / 北緯35.446806度 東経139.40222度）を国分寺台1丁目に編入[注 2]。

### 町名の変遷
| 実施後        | 実施年月日    | 実施前（特記なければ、各字名ともその一部） |
| ------------- | ------------- | ------------------------------------------ |
| 国分寺台1丁目 | 1974年7月1日  | 大字大谷                                   |
| 国分寺台1丁目 | 1992年2月24日 | 大字国分（残存する全域）                   |
| 国分寺台1丁目 | 1992年2月24日 | 大字大谷                                   |
| 国分寺台2丁目 | 1974年7月1日  | 大字大谷                                   |
| 国分寺台3丁目 | 1974年7月1日  | 大字大谷                                   |
| 国分寺台4丁目 | 1974年7月1日  | 大字大谷                                   |
| 国分寺台5丁目 | 1974年7月1日  | 大字大谷・大字杉久保                       |

## 世帯数と人口
2023年（令和5年）8月1日現在の世帯数と人口は以下の通りである。
| 丁目          | 世帯数    | 人口    |
| ------------- | --------- | ------- |
| 国分寺台1丁目 | 685世帯   | 1,637人 |
| 国分寺台2丁目 | 462世帯   | 1,091人 |
| 国分寺台3丁目 | 426世帯   | 1,007人 |
| 国分寺台4丁目 | 372世帯   | 856人   |
| 国分寺台5丁目 | 489世帯   | 1,111人 |
| 計            | 2,434世帯 | 5,702人 |

### 人口の変遷
国勢調査による人口の推移。
| 年                 | 人口  |
| ------------------ | ----- |
| 1995年（平成7年）  | 6,944 |
| 2000年（平成12年） | 6,576 |
| 2005年（平成17年） | 6,173 |
| 2010年（平成22年） | 5,946 |
| 2015年（平成27年） | 5,672 |
| 2020年（令和2年）  | 5,646 |

### 世帯数の変遷
国勢調査による世帯数の推移。
| 年                 | 世帯数 |
| ------------------ | ------ |
| 1995年（平成7年）  | 2,272  |
| 2000年（平成12年） | 2,329  |
| 2005年（平成17年） | 2,321  |
| 2010年（平成22年） | 2,299  |
| 2015年（平成27年） | 2,326  |
| 2020年（令和2年）  | 2,382  |

## 学区
市立小・中学校に通う場合、学区は以下の通りとなる（2022年12月時点）。
| 丁目           | 番地                                                       | 小学校                 | 中学校                 |
| -------------- | ---------------------------------------------------------- | ---------------------- | ---------------------- |
| 国分寺台一丁目 | 2番1～3号 2番24～26号 3番1・23号 3番25～27号               | 海老名市立海老名小学校 | 海老名市立海老名中学校 |
| 国分寺台一丁目 | 1番 2番4～23号 2番27～999号 3番2～22号 3番24・28号 4～21番 | 海老名市立大谷小学校   | 海老名市立大谷中学校   |
| 国分寺台二丁目 | 全域                                                       | 海老名市立大谷小学校   | 海老名市立大谷中学校   |
| 国分寺台三丁目 | 全域                                                       | 海老名市立大谷小学校   | 海老名市立大谷中学校   |
| 国分寺台四丁目 | 全域                                                       | 海老名市立杉久保小学校 | 海老名市立大谷中学校   |
| 国分寺台五丁目 | 全域                                                       | 海老名市立杉久保小学校 | 海老名市立大谷中学校   |

## 事業所
2021年（令和3年）現在の経済センサス調査による事業所数と従業員数は以下の通りである。
| 丁目           | 事業所数  | 従業員数 |
| -------------- | --------- | -------- |
| 国分寺台一丁目 | 28事業所  | 73人     |
| 国分寺台二丁目 | 40事業所  | 327人    |
| 国分寺台三丁目 | 12事業所  | 54人     |
| 国分寺台四丁目 | 9事業所   | 72人     |
| 国分寺台五丁目 | 12事業所  | 60人     |
| 計             | 101事業所 | 586人    |

### 事業者数の変遷
経済センサスによる事業所数の推移。
| 年                 | 事業者数 |
| ------------------ | -------- |
| 2016年（平成28年） | 113      |
| 2021年（令和3年）  | 101      |

### 従業員数の変遷
経済センサスによる従業員数の推移。
| 年                 | 従業員数 |
| ------------------ | -------- |
| 2016年（平成28年） | 622      |
| 2021年（令和3年）  | 586      |

## 施設
国分寺台1丁目
- 国分寺台第一児童公園[15]

国分寺台2丁目
- 海老名市立大谷小学校
- 国分寺台ショッピングロード（国分寺台中央商店会）
  - 相鉄ローゼン海老名店
  - 横浜銀行南海老名支店
- 国分寺台文化センター
- 国分寺台自治会館
- 国分寺台第二児童公園[15]

国分寺台3丁目
- 国分寺台第三児童公園[15]
- 国分寺台樽井児童遊園[15]
- 国分寺台緑道[15]

国分寺台4丁目
- 国分寺台第四児童公園[15]

国分寺台5丁目
- 海老名警察署国分寺台交番
- 海老名国分寺台郵便局
- 国分寺台鍛冶返児童遊園[15]

## 交通
地域内を通る鉄道路線はない。最寄駅は小田急小田原線・相鉄本線・JR相模線海老名駅および小田急小田原線・JR相模線厚木駅。

### 道路
高速道路
- 東名高速道路 - 2丁目・3丁目間から4丁目の西側を通過。施設なし（綾瀬SIC - 海老名SA間）。

一般県道
- 神奈川県道406号吉岡海老名線 - ほぼ全域において綾瀬市との境界上を通る。

### バス
- 相鉄バスの路線が海老名駅と綾瀬市方面を連絡している。
  - 綾11 吉岡芝原・海老名駅行き
  - 綾12 綾瀬市役所・海老名駅行き

## その他

### 日本郵便
- 郵便番号 : 243-0405[2]（集配局 : 綾瀬郵便局[16]）。